# Chapeleiro Louco (DC Comics)
Chapeleiro Louco (em inglês, Mad Hatter) é um personagem fictício, supervilão inimigo do Batman no Universo DC. Foi criado em 1948, por Bob Kane e Bill Finger. É inspirado no personagem homônimo, criado pelo escritor britânico Lewis Carroll em Alice no País das Maravilhas.

## História
Chapeleiro Louco é o nome adotado por Jervis Tetch para cometer crimes em Gotham City. Devido a sua aparência, cresceu sem ter quaisquer amigos. Tornou-se um cientista e passou a viver em uma casa alugada, de propriedade de Ella Littleton. Jervis acaba fazendo amizades com a filha de Ella, Connie Littleton, e com o amigo do clube de computação dela. Algum tempo mais tarde, Connie engravida e, temendo a reação de sua severa e puritana mãe, mente que teria sido estuprada  por alguém do time de beisebol de sua escola, o Gotham Hawks. Ella pede ajuda a Jervis para tentar convencer sua filha de que os jogadores de Gotham Hawks são péssima companhia. Jervis então utiliza seu aparelho controlador de mentes em um dos jogadores, fazendo-o utilizar uma bomba tubo para matar toda a equipe. Este foi o primeiro ato criminoso praticado por Jervis Tetch.
De acordo com Dr. Blakloch, do Asilo Arkham, Jervis é esquizofrênico, obsessivo-compulsivo e altamente desiludido. Apesar de seu alto intelecto, identifica-se mais com crianças do que com adultos. Blakloch também notou que, quando agitado, Jervis passa a se comunicar através de rimas. Um outro psiquiatra do asilo, Dr. Jeffrey Yorkes, relata que Jervis alterna momentos de lucidez e quadros de transtorno maníaco-depressivo.
Jervis muitas vezes faz referências e citações a Alice no País das Maravilhas e apresenta dificuldades em separar ficção e realidade. Além da obsessão pelo personagem de Lewis Carroll, possui compulsão por chapéus.
Atualmente, Jervis aparece como um hacker que usa dispositivos embutidos em chapéus.

## Quadrinhos
A primeira aparição de Chapeleiro Louco ocorreu em Batman #49 (1948). Em sua estreia, tentou roubar um troféu do Gotham Yacht Club, mas foi detido posteriormente por Batman quando tentava roubar os espectadores de um evento de hipismo. Jervis é frequentemente enviado ao Asilo Arkham, embora isto não seja revelado até Batman #400 (1986). Chapeleiro louco não é visto, nos quarinhos, durante a Era de Ouro.
Na Era de Prata, um misterioso homem com bigode afirma ser Jervis Tetch, adotando a identidade de Chapeleiro Louco e confrontando Batman em diversas ocasiões. É revelado que trata-se de um impostor quando o verdadeiro Jervis Tetch reaparece. O impostor faria mais uma aparição em Detective Comics #573, de 1987.
Acompanhado de seus capangas e de seu macaco de estimação chamado Carroll Lewis, Jervis sequestra Lucius Fox, o diretor-executivo da Wayne Enterprises. Ele utiliza um aparelho para copiar o conhecimento do cérebro de Fox, com a intenção de fazer fortuna. Fox é resgatado por Batman, que captura Chapeleiro Louco e seus capangas.
A seguinte aparição de Chapeleiro Louco marca a estreia do dispositivo controlador de mentes nos quadrinhos. Aliando-se a outros vilões para tentar eliminar Batman, Chapeleiro Louco usa o dispositivo em Espantalho, forçando-o a lutar. Quando Batman surge, Chapeleiro Louco foge e supostamente teria morrido em uma ponte, esmagado sob as rodas de um trem. Porém, escapou ao pular sobre um caminhão que passava debaixo da ponte.
Na saga Batman: Knightfall (A Queda do Morcego), publicada entre 1993 e 1994, Chapeleiro foge do Asilo Arkham e convida todos os criminosos para uma rodada de chá. Um deles é Cine Doidão, o qual é submetido ao dispositivo de Chapeleiro Louco e enviado para procurar o responsável por libertar todos os vilões do asilo. Batman e Robin aparecem e derrotam Chapeleiro Louco, enquanto Cine Doidão é morto por Bane.
Em Robin: Year One, Jervis é contratado pelo milionário ditador de um país do Terceiro Mundo Generalissimo Lee para sequestrar um grande número de mulheres, através do dispositivo controlador de mentes. O dispositivo é implantado em walkmans e distribuídos na escola de Robin. Porém, este consegue derrotar Chapeleiro Louco. Uma outra tática utilizada pelo vilão é implantar seus dispositivos em ingressos para "café e rosquinhas grátis" que ele distribui em frente ao Departamento de Polícia de Gotham City. A intenção era de controlar a maior parte dos policiais da cidade para roubar para ele e, mais adiante, provocar motins.
Em Infinite Crisis, Chapeleiro Louco é visto primeiramente sendo derrotado por Argus e, posteriormente, lutando ao lado da Sociedade Secreta dos Super-Vilões durante a Batalha de Metrópolis.
Tem uma breve participação no Sexteto Secreto quando, no final da minissérie, é arremessado em um penhasco por Boneco de Pano.

## Outras mídias

### Televisão

#### Batman (série de televisão)
Na famosa série de televisão dos anos 60, Batman, Jervis Tetch/Chapeleiro Louco foi interpretado por David Wayne e dublado no Brasil por Chico Borges (o qual também foi o narrador do seriado). O personagem da série baseou-se no personagem dos quadrinhos da época, que ainda não havia sido revelado se tratar de um impostor.
Chapeleiro Louco aparece em quatro episódios: "The Thirteenth Hat", "Batman Stands Pat", "The Contaminated Cowl" e "The Mad Hatter Runs Afoul". Sua principal arma era uma cartola que continha um grande número de olhos, os quais lançavam raios hipnóticos em seus oponentes.

#### The Batman/Superman Hour
Chapeleiro Louco aparece no episódio "A Mad, Mad Tea Party" do desenho animado The Batman/Superman Hour. Diferente do seriado da década de 60, Chapeleiro Louco não possui bigode e é mais obsessivo por Alice no País das Maravilhas que em chapéus.
No episódio, Chapeleiro Louco planeja roubar um antigo bule de chá para usá-lo em suas horas de chá. Ele também treina coelhos brancos e capangas vestidos como personagens de Alice no País das Maravilhas.

#### Batman: A Série Animada
Em Batman: A Série Animada, o personagem foi dublado por Roddy McDowall (nos Estados Unidos) e Márcio Simões (no Brasil). Chapeleiro Louco é apresentado com cabelos loiros, dentes longos e de estatura alta. Aparece nos episódios "Mad as a Hatter", "Perchance to Dream", "The Trial", "The Worry Men", "Make 'Em Laugh" e "Joker's Wild" - possuindo participações mínimas e sem quaisquer falas nos dois últimos.

#### The New Batman Adventures
Em The New Batman Adventures, Chapeleiro Louco é novamente interpretado por Roddy McDowall. Sua aparência foi radicalmente mudada em relação à série animada anterior: passou a ter estatura baixa, mais magro, com dentes proeminentes e cabelos branco-acinzentados. Aparece nos episódios  "Over the Edge" e "Animal Act".
Chapeleiro Louco também aparece em Superman: A Série Animada, no episódio "Knight Time", onde sua experiência em nanotecnologia ajuda Superman e Robin a resgatar Batman, raptado por Brainiac.

#### Batman: Os Bravos e os Destemidos
Na animação inspirada em Quadrinhos da Era de Prata e na série dos anos 60, Chapeleiro Louco é visto como um detento do presídio Iron Heights, tendo sido capturado por Batman e Arqueiro Verde.

### Batman Bad Blood
Ele aparece em Batman Bad Blood como um dos capangas de Talia, aparecendo pela primeira vez checando as memórias de Bruce Wayne, depois sendo visto hipnotizando todos da Cúpula, mas Alfred aparece e luta com o Calculador, depois de nocautear o mesmo na luta, o sistema é destruído fazendo que a cabeça do Chapeleiro Louco exploda.

### Videogame
Chapeleiro Louco é um dos chefes do jogo The Adventures of Batman and Robin para Mega Drive/Genesis. No jogo, ele é um mestre em um mundo de realidade virtual repleto de coelhos mecânicos e imaginações psicodélicas.
Aparece em Lego Batman: The Videogame para PS2, sendo um dos inimigos de Batman e capanga do Coringa.
Aparece em Lego Batman 2: DC Super Heroes como personagem desbloqueável em frente ao teatro de Gotham
Aparece também em Lego Batman 3: Beyond Gotham como personagem desbloqueável
Também aparece no jogo Batman Arkham City disponível para PS3, Xbox 360 e Windows em uma missão paralela, onde leva o Batman para tomar chá e usar um dos seus chapéus de controle da mente.
Ele aparece em Batman Arkham Knight via conteúdo adicional por Download (DLC). Para cumprir sua missão, ele se entrega na delegacia e diz que tem reféns em seu poder. Após Batman resgatar todos os reféns, o Chapeleiro Louco o hipnotiza. Quando Batman sai da alucinação, este o prende novamente na cela. Nesta parte da franquia, o Chapeleiro enloqueceu com sua obsessão pensando que Batman fosse Alice.